# D.N.S.
D.N.S. war ein elektronisches Musikprojekt, das von Tobias Birkenbeil im Jahr 1992 gegründet wurde und das bis 1994 existierte. Stilistisch am ehesten der Electronic Body Music zuzurechnen, bewegt sich die Musik ebenso zwischen den 1980er Jahren und der Popmusik.

## Geschichte
Die erste Veröffentlichung des Projekts D.N.S. erfolgte im Jahr 1992 auf der viel beachteten Kompilation Jung Machines Vol. 1 des Labels Machinery Records und umfasste die Lieder Hell und Overlove. Nach hervorragenden Kritiken folgte im Jahr 1993 die Debüt-CD Clouds and Bombs und einige Konzerte in Deutschland. Aus unbekannten Gründen erschien kein Folgealbum und Tobias Birkenbeil konzentrierte sich auf Arbeiten als Studiomusiker, Remixer und Komponist von Filmmusik für das deutsche öffentlich-rechtliche Fernsehen.
Im Jahr 2011 trat Tobias Birkenbeil als Mitbegründer des Projekts Lakobeil wieder in Erscheinung.

## Diskografie
- 1992: Hell und Overlove auf der Kompilation Jung Machines Vol. 1 (Machinery Records)
- 1993: Clouds and Bombs (Machinery Records)

## Mitglieder
Tobias Birkenbeil (Sänger, Komponist, Textdichter, Elektronik, Produzent, Gestaltung)
- 1992: Factory Life (Spirit Production)
- 1992: D.N.S.: Hell und Overlove auf der Kompilation Jung Machines Vol. 1 (Machinery Records)
- 1993: D.N.S.: Clouds and Bombs (CD, Machinery Records)
- 1995: Cytron: Nuclear Trance (CD, Spirit Production)
- 1995: Studiomusiker und Remixer, unter anderem für Dracul, Umbra Et Imago, In My Rosary, Derrière Le Miroir, Timecode Studio Kehl und Katapult Tonstudio Karlsruhe; Filmmusik für das öffentlich-rechtliche Fernsehen
- seit 2003: Lakobeil

Peter Birkenbeil (Keyboards und Live-Support)